# Ojiya, Niigata
Ojiya (小千谷市 Ojiya-shi) là thành phố thuộc tỉnh Niigata, Nhật Bản. Tính đến ngày 1 tháng 10 năm 2020, dân số ước tính thành phố là 34.096 người và mật độ dân số là 220 người/km2. Tổng diện tích thành phố là 155,2 km2.

## Địa lý

### Đô thị lân cận
- Niigata
  - Nagaoka
  - Tokamachi
  - Uonuma

## Giao thông

### Đường sắt
- JR East - Tuyến Iiyama
  - Echigo-Iwasawa - Uchigamaki
- JR East - Tuyến Jōetsu
  - Ojiya

### Cao tốc/Xa lộ
- Cao tốc Kan-Etsu – Ojiya IC
- Quốc lộ 17
- Quốc lộ 117
- Quốc lộ 291
- Quốc lộ 351
- Quốc lộ 403